# 东江北干流

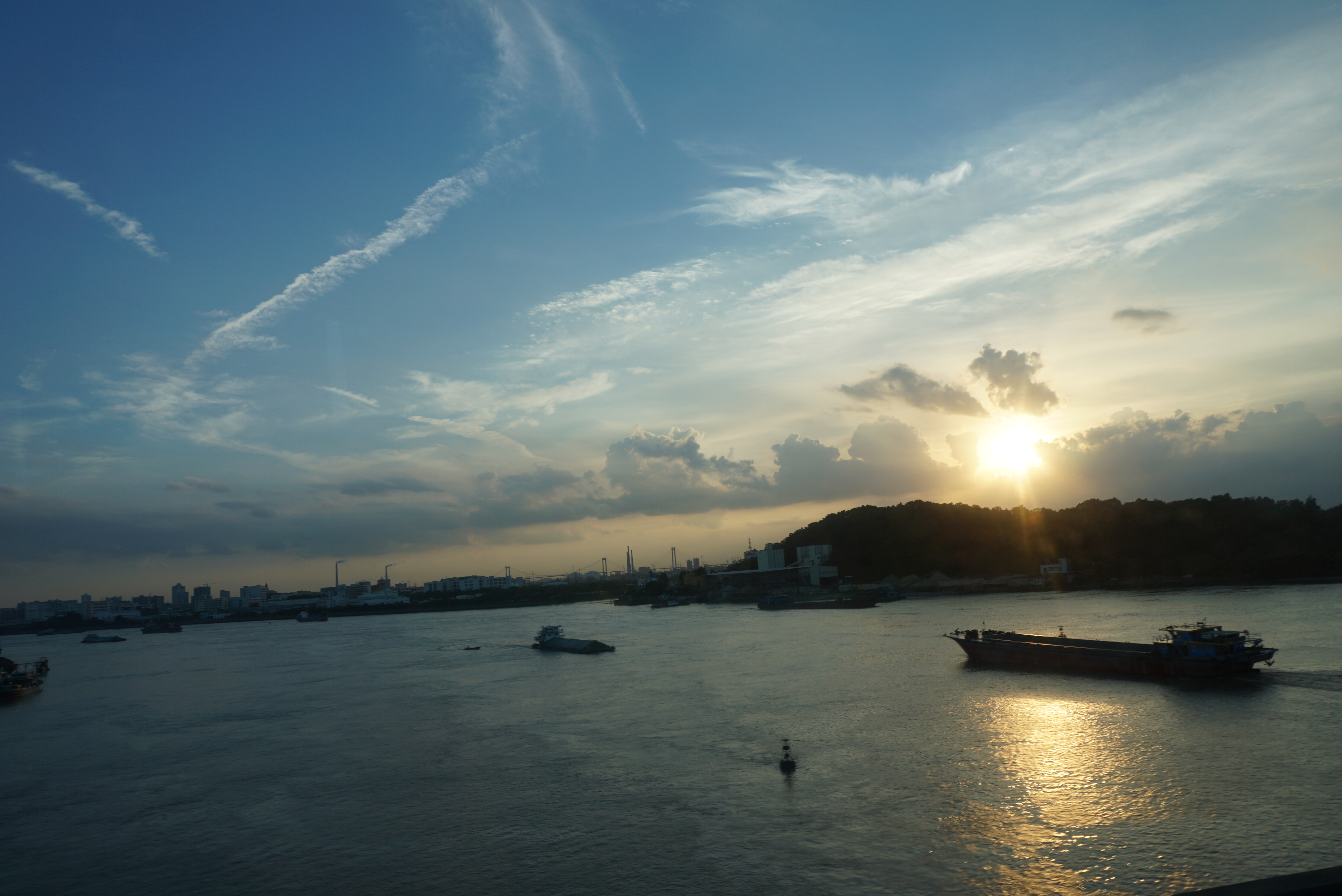
东江北干流。

东江北干流，位于广东省广州市与东莞市之间，东江干流在东莞市石龙镇石龙头分为南北两支，南支称东江南干流，北支称“东江北干流”。北干流自石龙头向北流，右纳沙河后转西流，过草洲后，右岸在广州市增城区石滩镇凰埔村孙家埔有增江汇入，左岸东莞市中堂镇潢涌村有潢涌河分出，至增城区仙村镇十字滘村右岸分出仙村涌分汊，至东莞中堂镇斗郎村，左岸又有倒运海水道分汊，至麻涌镇鸥涌村蒲基，左岸又有麻涌水道分汊，至广州黄埔区南岗街道右纳南岗河，干流最后于东莞市麻涌镇大盛村汇入狮子洋，全长38千米，河道平均比降0.06‰。东江北干流大部分为东莞市与广州市的界河，并且是两市主要饮用水水源地，沿线水厂规模超过100万吨每天。